# Le Rouret
Le Rouret (Occitaans: Lo Roret; Italiaans (verouderd): Roreto of Rovereto) is een gemeente in het Franse departement Alpes-Maritimes (regio Provence-Alpes-Côte d'Azur). De plaats maakt deel uit van het arrondissement Grasse. Le Rouret telde op 1 januari 2022 4.198 inwoners.

## Geografie
De oppervlakte van Le Rouret bedroeg op 1 januari 2022 7,1 vierkante kilometer; de bevolkingsdichtheid was toen 591,3 inwoners per km².
De onderstaande kaart toont de ligging van Le Rouret met de belangrijkste infrastructuur en aangrenzende gemeenten.

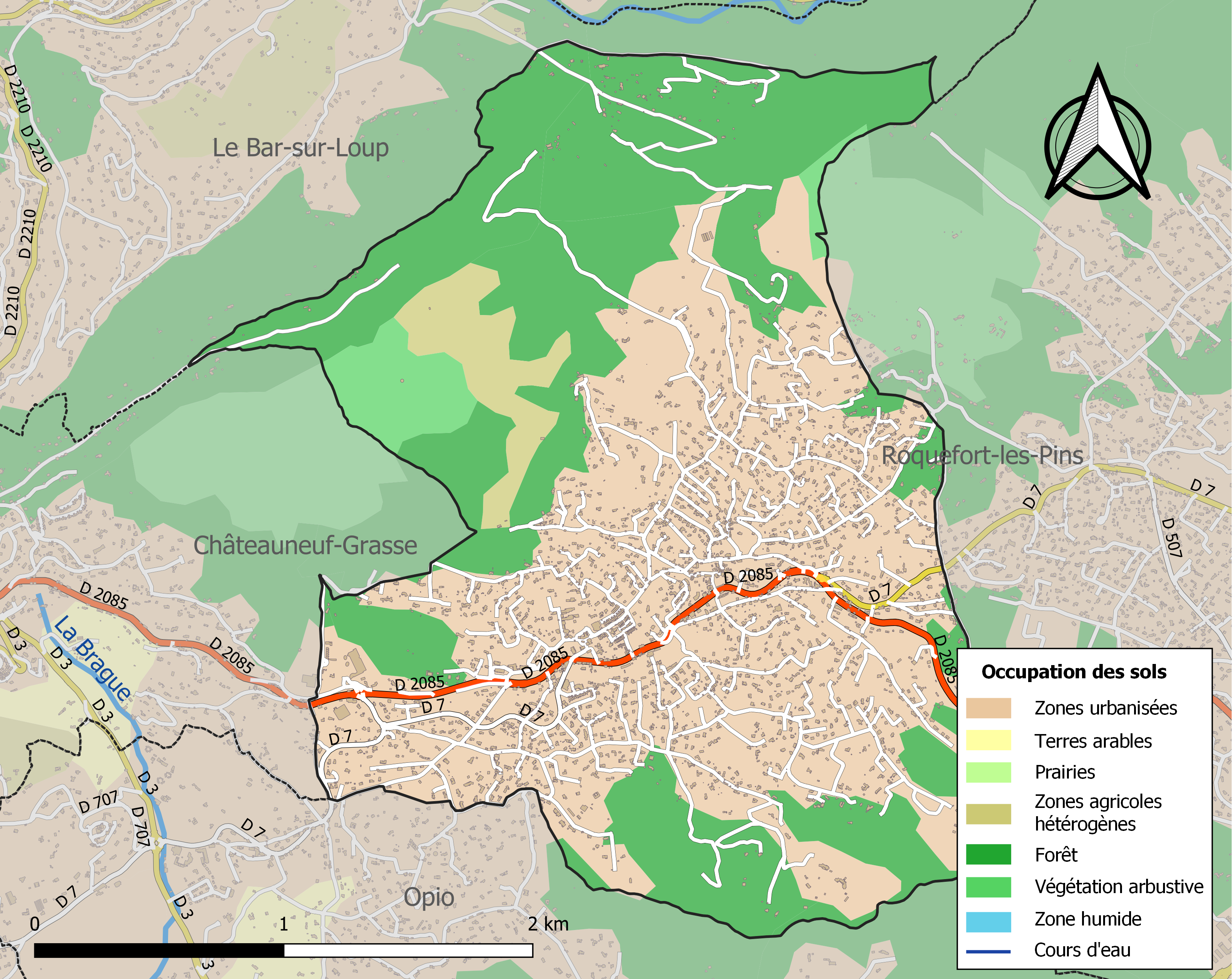

## Demografie
Onderstaande figuur toont het verloop van het inwonertal (bron: INSEE-tellingen).
Vanwege een beveiligingsprobleem met de MediaWiki Graph-software is het momenteel niet mogelijk deze grafiek weer te geven. Zodra de software is bijgewerkt zal de grafiek vanzelf weer zichtbaar worden.

## Beroemde inwoners van Le Rouret
Een aantal beroemde persoonlijkheden heeft geruime tijd in Le Rouret gewoond, o.a.:
- Richard Wright, toetsenist van Pink Floyd
- Annie M.G. Schmidt